# جوناس باسانافيسيوس
كان جوناس باسانافيسيوس (23 نوفمبر 1851 – 16 فبراير 1927) من ناشطي النهضة الوطنية الليتوانية ومؤيدًا لها. شارك باسانافيسيوس في كل حدث رئيسي أفضى إلى دولة ليتوانية مستقلة وعادة ما يمنح لقب «والد الأمة» الفخري غير الرسمي نظرًا إلى إسهاماته.
مع ولادته لأسرة من المزارعين، كان باسانافيسيوس سيصبح قسًا، إلا أنه اختار دراسة الطب عوضًا عن ذلك في أكاديمية موسكو الطبية. وعمل كطبيب منذ عام 1880 حتى عام 1905 في إمارة بلغاريا. وعلى الرغم من المسافة الطويلة، كرس باسانافيسيوس جهدًا كبيرًا للعمل الثقافي الليتواني. وأنشأ أول صحيفة ناطقة باللغة الليتوانية أوسرا (1883)، وساهم في مقالات للصحافة حول ليتوانيا، وجمع عينات من الفولكلور الليتواني (أغاني قصص خيالية أساطير أحجيات إلخ) ونشرها. وانخرط أيضًا في السياسة البلغارية المحلية. عاد باسانافيسيوس إلى ليتوانيا في عام 1905 وانضم مباشرة إلى الحياة الثقافية الليتوانية. وأصبح رئيسًا للجنة المنظمة للبرلمان الليتواني العظيم في فيلنيوس. في عام 1907، أسس باسانافيسيوس الجمعية العلمية الليتوانية، التي كانت جمعية علمية تخصصت بالتاريخ والإنتربولوجيا واللغويات الليتوانية. أصبح باسانافيسيوس رئيسًا للجمعية وكرس بقية حياته لقضاياها. في عام 1917، انتخب من قبل مؤتمر ليتوانيا ليكون عضوًا في مجلس ليتوانيا. ترأس باسانافيسيوس جلسة المجلس التي تبنت مرسوم استقلال ليتوانيا في 16 فبراير من عام 1918 وكان أول من وقّع عليه. في أعقاب الحرب العالمية الأولى، غيرت فيلنيوس الرؤساء والأنظمة عدة مرات، إلا أن باسانافيسيوس رفض أن يترك حراسة متاحف المدينة ومكتباتها وأرشيفها وواصل بحثه الذي استمر طوال حياته في المسائل الثقافية الليتوانية. بعد تمرد جليغوفسكي في شهر أكتوبر من عام 1920، أصبحت فيلنيوس جزءًا من بولندا وكانت النشاطات الليتوانية خاضعة للرقابة ومحدودة. أصبح حضور باسانافيسيوس المتواصل في المدينة رمزًا للمطالب الليتوانية بإقليم فيلنيوس الذي كان ثمة نزاع حاد حوله. وحين توفي في عام 1927، أعلنت الحكومة الليتوانية فترة حداد لمدة 5 أيام.

## نشأته وتعليمه
ولد باسانافيسيوس في قرية أوزكاباليال في محافظة أوغوستوف في كونغرس بولندا، الذي كان دولة تابعة للإمبراطورية الروسية، لأسرة من المزارعين الليتوانيين. ولد شقيقه الأصغر فينكاس في عام 1861، وتوفي الأولاد الآخرون في طفولتهم. دفعت مضاعفات الولادة والدا باسانافيسيوس، الكاثوليكيين المتدنيين، ليصليا وتعاهدا على أن يمنحا مولودهما الأول تعليمًا ليصبح قسًا. حفاظًا على ذلك العهد، تكفل الوالدان بنفقات أستاذ خصوصي في القرية للأولاد المحليين. تعلم باسانافيسيوس هناك أساسيات القراءة والكتابة والحساب وأيضًا خدمة المذبح. والتحق أيضًا بمدرسة ابتدائية في لوكسياي. خلال تلك الفترة كان اللغة البولندية تعتبر بأنها اللغة المرموقة للنبلاء ولأصحاب التعليم الجيد. كانت اللغة الروسية اللغة المستخدمة ضمن إدارة الدولة، في حين كانت اللغة الليتوانية مستخدمة في أوساط الفلاحين. بعد انتفاضة العام 1863، طبقت السلطات القيصرية العديد من سياسات الروسنة في محاولة لتقليل نفوذ اللغة والثقافة البولنديتين. أتاحت إحدى هذه السياسات لباسانافيسيوس أن يلتحق بإعدادية ماريجامبولي جيمناسيوم. قبل الانتفاضة، بالكاد كان يمكن توقع أن يقبل ولد ليتواني في مدرسة فندقة للنبلاء البولنديين. رسب باسانافيسيوس في أولى امتحاناته للقبول في عام 1865، إلى أنه اجتازه في العام التالي.

نشأ لدى باسانافيسيوس تقدير للغة والثقافة والتاريخ الليتواني من حصون التلال المحلية ومن والديه الذين وفرا له كنزًا حيًا من الأغاني والأساطير والقصص. كبر هذا الإعجاب وتعمق في جيمناسيوم حيث تعرف باسانافيسيوس على كتاب كلاسيكيين في التاريخ الليتواني (ماسييج ستريجكوفسكي وأليكساندر جواغيني جان دلوغوسز ومارسين كرومر) ودرس الأغاني الشعبية الليتوانية وقرأ القصائد الكلاسيكية، كالفصول التي ألفها كريستيجوناس دونيلايتيس وقصيدة كونراد والنردو التي ألفها آدم ميتسكيفيتش وقصيدة مارغيير التي ألفها فلاديسلاف سيروكوملا وقصة تاريخية ألفها جوزيف إغناسي كراسزيوسكي. في عام 1883، كتب باسانافيسيوس في أوسرا: 
إلا أننا نسأل، من ألف كل هذه الأغاني حول ماضي ليتوانيا التي جعلت اسم الشعر الليتواني ذائعًا في أوروبا؟ الإجابة قصيرة: الليتوانيون! إذ كان أدوماس ميكيفيسيوس وإل كوندراتافيسيوس وجوزيف إغناسي كراسزيوسكي وتيوفيل لينارتافيسيوس وكوتكيس (تشودزكو) وأدينسيوس (أودينييك) وأسنيكيس والعديد من الشعراء الآخرين الأقل شأنًا ليتوانيين بكنيات ليتوانية، وكانوا قد جاؤوا من ليتوانيا وكان الدم الليتواني يسري في عروقهم. وإن كانوا قد كتبوا عن ماضي محبوبتهم ليتوانيا بلغة غير ليتوانية، فاللوم يقع على النفوذ البولندي في القضايا الليتوانية.
ابتعد باسانافيسيوس عن الدين بعد قراءته مقالًا نقديًا لكتاب حياة يسوع الذي ألفه إرنست رينان. عند تخرجه في عام 1873، تمكن من إقناع والديه بأن يسمحا له بأن يلتحق بجامعة موسكو وألا يرسلاه إلى كلية اللاهوت في سينجي.
سافر باسانافيسيوس إلى موسكو لدراسة التاريخ والفيلولوجيا، إلا أنه انتقل بعد فصلين إلى أكاديمية موسكو الطبية. مجددًا، استفاد باسانافيسيوس من سياسات الروسنة ما بعد الانتفاضة. وتلقى منحة (360 روبل سنويًا) من أصل 10 منح خصصت للطلاب الليتوانيين من كونغرس بولندا. ودعم دخله أيضًا بإعطائه دروسًا خصوصية، غير أن ظروف العيش كانت قاسية وكان لذلك أثر دائم على صحته. شارك باسانافيسيوس بصورة نشطة في القضايا الطلابية وكان يواكب التطورات في ليتوانيا وتابع دراسته في التراث الليتواني. مع جمعه لبيانات من مكتبة دولة روسيا ومكتبة الجامعة، كان باسانافيسيوس يأمل بأن يكتب دراسة عن الدوق العظيم كيستوتيس. وعادة ما كان باسانافيسيوس يمضي فصول الصيف في ليتوانيا يجمع الأغاني الشعبية والقصص الخيالية والأحجيات.

## المسيرة المهنية الطبية في بلغاريا
بعد تخرجه في ربيع عام 1879، سافر باسانافيسيوس عائدًا إلى ليتوانيا وكان لديه بعض المرضى في أوزكاباليال وفيلكافيسكيس وأليكسوتاس. وعاد إلى موسكو في شهر أكتوبر من عام 1879 ليبدأ ممارسته الخاصة للطب، إلى أنه سرعان ما قبل عرضًا سخيًا من إمارة بلغاريا ليصبح رئيس مشفى في لوم بالانكا، التي كانت بلدة يبلغ عدد سكانها 8000 نسمة. بعد وصوله في أواخر شهر يناير من عام 1880، وجد باسانافيسيوس مشفى متهالكًا يقع في فندق سابق وأخذ خطوات بطاقة كبيرة لتشييد بناء جديد وإقامة خدمات علاج خارجي، ومحاربة التصور السائد بأن المشفى مكان للموت لا مكان للتحسن. في عام 1880، كان المشفى يضم 522 مريضًا و1144 مريض خارجي مقارنة ب 19 مريضًا فقط خلال عام 1879. كان المنصب هذا عالي الأجر وكانت التكاليف منخفضة، فتمكن باسانافيسيوس بسرعة من تسديد قروضه وجمع مدخرات. ألف باسانافيسيوس أيضًا مقالات أبحاث طبية ومقالات سياسية ليبرالية تدعم السياسي البلغاري بيتكو كارافيلوف ومقالات ثقافية للصحافة الليتوانية البروسية، من بينها تيلزيس كيليفيس وليتفايسكا سيتونغا والمجلة الأكاديمية ميتيلونغن دير ليتاويشن ليتراريشن غيسلشافت. إلا أن هذه المنشورات كانت إلى حد كبير تحت سيطرة الألمان ولم تلبّ الحاجات المتزايدة للناشطين الليتوانيين. ففكر باسانافيسيوس في إنشاء صحيفة ليتوانية حقيقية. 
بعد اغتيال قيصر روسيا أليكساندر الثاني في شهر مارس من عام 1881، حاول الأمير البلغاري أليكسندر الأول باتنبرغ اتخاذ إجراءات صارمة ضد السياسيين الليبراليين. فغادر باسانافيسيوس بلغاريا في شهر مايو من عام 1882 خشية أن يتعرض لاضطهاد. فسافر لعدة أشهر وزار بيلغراد وفيينا وليتوانيا قبل أن يستقر في براغ في ديسمبر من عام 1882. نظم باسانافيسيوس هناك نشر أوسرا، التي كانت أول صحيفة ناطقة باللغة الليتوانية. ظهر عدد أوسرا الأول في شهر مارس من عام 1883 وعادة ما يشار إليه بأنه نقطة بداية الصحوة الوطنية الليتوانية. كان باسانافيسيوس يشرف على سياسات التحرير، في حين تكفل جورغيس ميكساس بالطباعة في راغنيت في بروسيا الشرقية. وكانت الصحيفة في تلك الفترة تهرّب إلى ليتوانيا نظرًا إلى أن النشر باللغة الليتوانية في الإمبراطورية الروسية كان ممنوعًا. لكن سرعان ما خسر باسانافيسيوس سيطرته على التحرير لمصلحة جوناس سليوباس. ومنعته مشاركته في منشورات غير قانونية من العودة إلى ليتوانيا حتى عام 1905.
في براغ، التقى باسانافيسيوس غابرييلا إليانورا موهل، من ألمان السوديت، وتزوجا في شهر مايو من عام 1904. بعد الزواج مباشرة، انتقل الزوجان إلى بلغاريا حيث كانت الأوضاع السياسية قد شهدت تطورًا. في البداية حصل باسانافيسيوس على منصب في إلينا، إلا أنه تمكن من العودة إلى لوم بالانكا في عام 1885. تخللت حياته هناك سلسلة من المشقات. جلبت الحرب البلغارية الصربية موجة من ضحايا الحرب إلى المستشفى ووباء الحمى النمشية. أصيب باسانافيسيوس بمرض ذات الرئة والحمى النمشية في فبراير من عام 1886. وفي أغسطس من عام 1887، نجى من محاولة اغتيال، إلا أن إحدى الرصاصات بقيت عالقة أسفل لوح كتفه الأيسر لبقية حياته وتسببت له بالعديد من المشاكل الصحية.